# Piotr Szkudelski

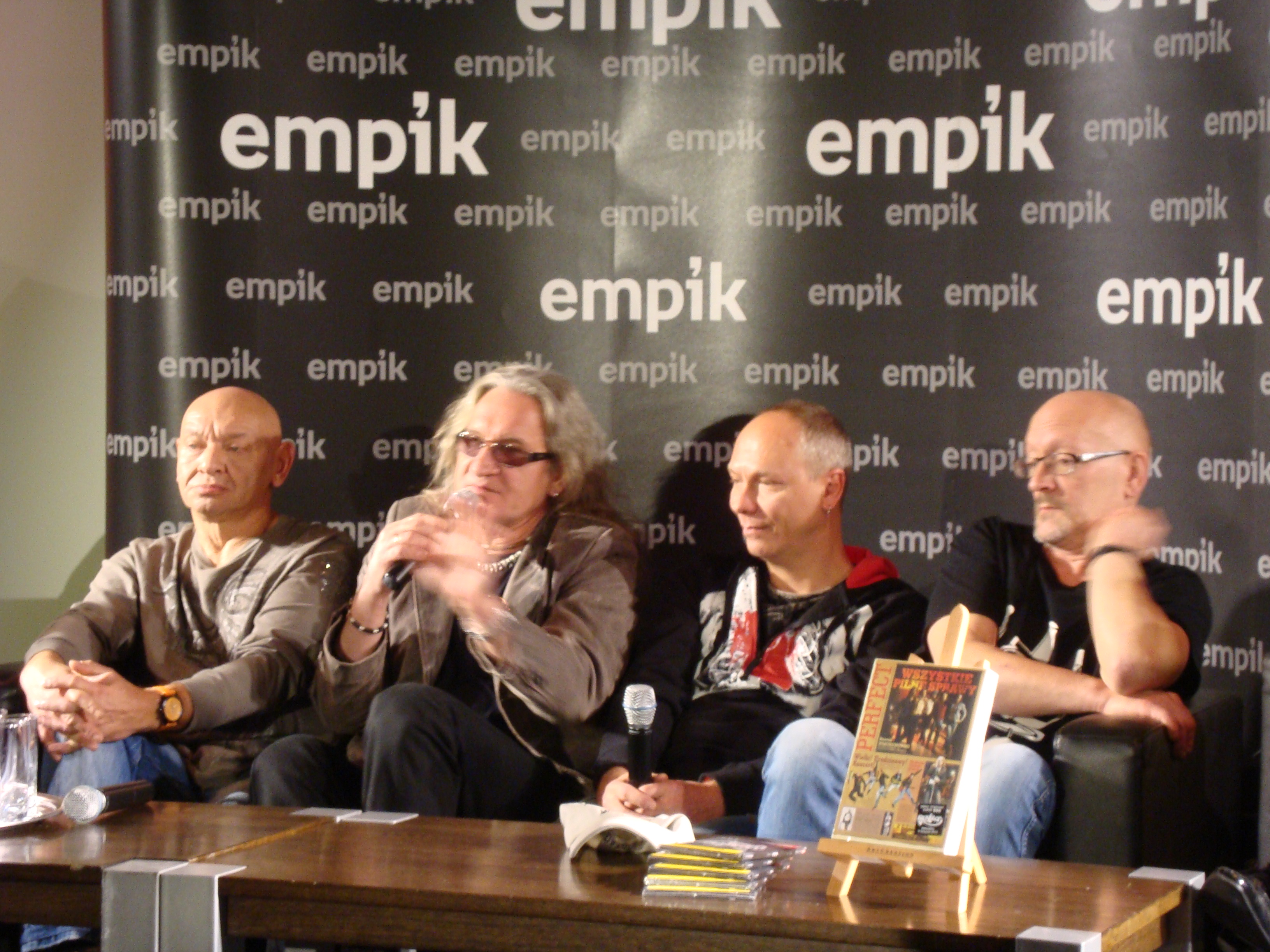
Piotr Szkudelski z zespołem Perfect (pierwszy z prawej)

Piotr Szkudelski (ur. 29 grudnia 1955 w Warszawie, zm. 22 sierpnia 2022 tamże) – polski muzyk, perkusista.

## Życiorys
Jeden z najbardziej znanych członków zespołu Perfect (w latach 1980–2020). Brał udział w nagraniu wszystkich płyt grupy. Udzielał się również m.in. w zespołach: Dzikie Dziecko, Jajco i Giganci, Emigranci, Wilki i w grupie Martyny Jakubowicz. Wspólnie z innymi polskimi artystami brał udział w sesji nagraniowej I Ching (1982–1983). Grał również u boku Jarosława Ptaszyńskiego, polskiego perkusisty rockowego. Został pochowany 31 sierpnia 2022 na cmentarzu Wilanowskim.

## Dyskografia

### Inne
- 1984 – I Ching (perkusja w utworach Człowiek mafii i I Ching)
- 1985 – Martyna Jakubowicz – Live[4]
- 1986 – Martyna Jakubowicz – Bardzo groźna księżniczka i ja[5]
- 1988 – Jajco i Giganci – Wasz Ambasador[6]
- 1988 – Martyna Jakubowicz – Wschodnia wioska[7]
- 1992 – Emigranci – Rosja i Ameryka[8]
- 2005 – Jajco i Giganci – Czerwony Autobus[9]